# Війна безпілотників

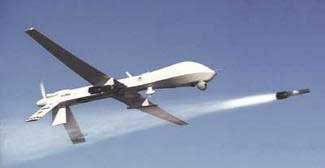
Американський безпілотник MQ-1 Predator запускає ракету Hellfire

Війна безпілотників — форма війни з використанням безпілотних апаратів.

## Призначення
Атаки безпілотників можуть здійснюватися за допомогою комерційних БПЛА, які скидають бомби, запускають ракети або самі влучають у ціль. З початку XXI століття більшість ударів безпілотників завдали американські військовики в таких країнах, як Афганістан, Пакистан, Сирія, Ірак, Сомалі, Ємен і Лівія, застосовуючи ракети класу «повітря-земля», але війну безпілотників дедалі частіше ведуть Росія, Україна, Туреччина, Азербайджан та бойовики, як-от хусити. Кілька країн застосували безпілотники для цілеспрямованих вбивств.
Згідно зі звітом Групи експертів Ради Безпеки ООН щодо Лівії, опублікованим у березні 2021 року, 2020 року БПЛА турецького виробництва, заряджений вибухівкою, виявив і атакував сили Хафтара в Лівії за допомогою власного штучного інтелекту без команди. Це вважалося першою атакою БПЛА з власної ініціативи.

## Війна безпілотників
The Economist наводить приклад високоефективного використання безпілотників Азербайджаном у війні за Нагірний Карабах 2020 року та Туреччиною у громадянській війні в Сирії як ознаку майбутніх війн. У статті згадано, що раніше вважали, що безпілотники не відіграватимуть великої ролі в конфліктах між державами через їхню вразливість до зенітного вогню. Утім, журналіст припускає, що хоча це, можливо, справедливо для великих держав, які мають протиповітряну оборону, це менш справедливо для невеликих держав. Він відзначає тактику азербайджанців та використання безпілотників Туреччиною як ознаку «нового, більш доступного типу повітряної сили». Він додає, що здатність дронів записувати на відео свої вбивства дала змогу азербайджанцям провести надзвичайно ефективну пропагандистську кампанію.
БПЛА можуть виконувати широкий спектр задач: спостереження за полем бою, ведення радіоелектронної розвідки або боротьби, коригування артилерійського вогню, ураження ворожих цілей підвісним озброєнням або атакувати цілі як дрони-камікадзе. Вони можуть бути оснащені такою зброєю: керованими бомбами, касетними бомбами, запалювальними пристроями, ракетами класу «повітря-поверхня», ракетами класу «повітря-повітря», протитанковими керованими ракетами чи іншими типами високоточної або звичайної зброї. Також застосовуються різноманітні імпровізовані засоби ураження, як то мінометні міни, ручні гранати та СВП, які скидаються з БПЛА на ворожі позиції. Застосування дронів може бути поодиноким, але також кілька БПЛА можуть атакувати цілі одночасно у складі рою дронів.
Для протидії безпілотникам держави використовують як стандартні засоби протиповітряної оборони, як зенітні кулемети, зенітні гармати, ЗРК, ЗРГК, винищувальна авіація абощо, так і спеціально створені системи боротьби з БПЛА. За словами Джеймса Роджерса, вченого, який вивчає бойові дії безпілотних літальних апаратів, «нині точаться великі дебати щодо того, який найкращий спосіб протистояти цим маленьким БПЛА, чи їх використовують любителі, створюючи невеликі незручності, чи актори-терористи в більш зловісний спосіб».

## Удари безпілотників США
За оцінками, загальна кількість людей, загиблих під час ударів американських безпілотників у Пакистані, коливається від 2000 до 3500 бойовиків і 158—965 цивільних. Вбито 81 лідера повстанців у Пакистані. За оцінками, внаслідок ударів безпілотників у Ємені загинуло 846—1758 бойовиків і 116—225 мирних жителів. Підтверджено, що вбито 57 лідерів Аль-Каїди на Аравійському півострові.
У серпні 2018 року Аль-Джазіра повідомила, що коаліція на чолі з Саудівською Аравією, яка бореться з повстанцями-хуситами в Ємені, уклала таємні угоди з Аль-Каїдою в Ємені та завербувала сотні бойовиків цього угруповання: «. . . Ключові фігури, які займалися укладанням угод, заявили, що Сполучені Штати знали про ці домовленості і утримувалися від атак безпілотниками на збройне угрупування, що його 1988 року заснував Осама бен Ладен».
Президент США Дональд Трамп збільшив кількість ударів дронами більш ніж на 400 % і обмежив громадський контроль, утім його наступник Джо Байден повернувся до попереднього курсу. Згідно зі звітами, за президентства Байдена кількість ударів безпілотників досягла 20-річного мінімуму і їх застосування було значно обмежено. Однак, внаслідок удару безпілотника, здійсненого адміністрацією Байдена в Кабулі (Афганістан) у серпні 2021 року, загинуло 10 мирних жителів, у тому числі семеро дітей. Згодом, за президентства Байдена, внаслідок удару безпілотника загинув лідер Аль-Каїди Айман аль-Завагірі.

### Дієвість
Думки вчених щодо ефективності ударів безпілотників розходяться. Деякі дослідження підтверджують, що удари з метою ліквідувати керівництво терористичних або повстанських угрупувань обмежують можливості цих загонів у майбутньому, тоді як інші дослідження це спростовують. Удари безпілотників успішно пригнічують моральний дух бойовиків, хоча це реакція радше на очікування удару безпілотника, а не на сам удар. Дані спільних антитерористичних дій США та Пакистану показують, що бойовики припиняють зв'язок і планування атаки, аби не бути виявленими і не стати ціллю.
Прихильники ударів безпілотників твердять, що вони переважно ефективні для ураження окремих бойовиків. Деякі фахівці твердять, що в порівнянні з іншими видами військової сили, як-от великими бомбами, удари безпілотників зменшують кількість жертв серед цивільного населення та руйнування території. Військові альтернативи ударам безпілотників, як-от рейди та допити, можуть бути надзвичайно ризикованими, трудомісткими та потенційно неефективними. Практика ударів дронами несе в собі потенційні ризики, адже використання безпілотників США створює міжнародний прецедент екстериторіальних і позасудових страт.

## Удари безпілотників «Ісламської Держави»

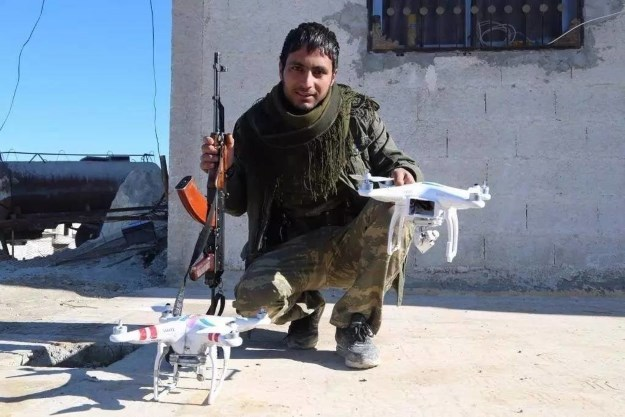
Озброєння комерційного БПЛА DJI Phantom, призначеного для аерофотозйомки

Ісламська Держава застосовувала невеликі безпілотники та квадрокоптери для ударів у Іраку та Сирії. Спеціально навчені пілоти керували групою з дванадцяти або більше дронів, щоб скидати боєприпаси на ворожі сили. Ці дрони змогли уникнути військ наземної оборони.
Під час битви за Мосул «Ісламська держава» змогла вбити або поранити десятки іракських солдатів, скинувши легку вибухівку або 40-міліметрові гранати з численних безпілотників, що атакували одночасно. Для знищення військового постачання також застосовували удари безпілотників. Відеозаписи з дрона, оприлюднені Ісламською державою, показали, як бомби скидають на завод боєприпасів, розташований у районі Дайр-ез-Заурі (Сирія), контроль над яким тоді ділили Ісламська держава та сирійський уряд.
2017 року директор ФБР Крістофер Рей заявив на слуханнях у Сенаті, що «ми знаємо, що терористичні організації зацікавлені у використанні дронів… Ми вже досить часто бачили це за кордоном. Я думаю, слід очікувати, що це станеться незабаром і тут, неминуче».
В інтерв'ю Fox News експерт із безпілотників Бретт Веліковіч торкнувся небезпеки використання «Ісламською державою» безпілотників масового виробництва для атак на цивільні об'єкти, і ствердив, що це лише питання часу, коли екстремісти ІДІЛ почнуть ширше і витонченіше застосовувати дрони для ураження цивільних об'єктів.
Загальний рівень успішності ударів безпілотників, що їх застосовує «Ісламська держава», невідомий. Можливо, «Ісламська держава» використовувала дрони радше як спосіб робити відеозаписи для пропагандистських цілей, а не з військовою метою.

## Друга карабаська війна

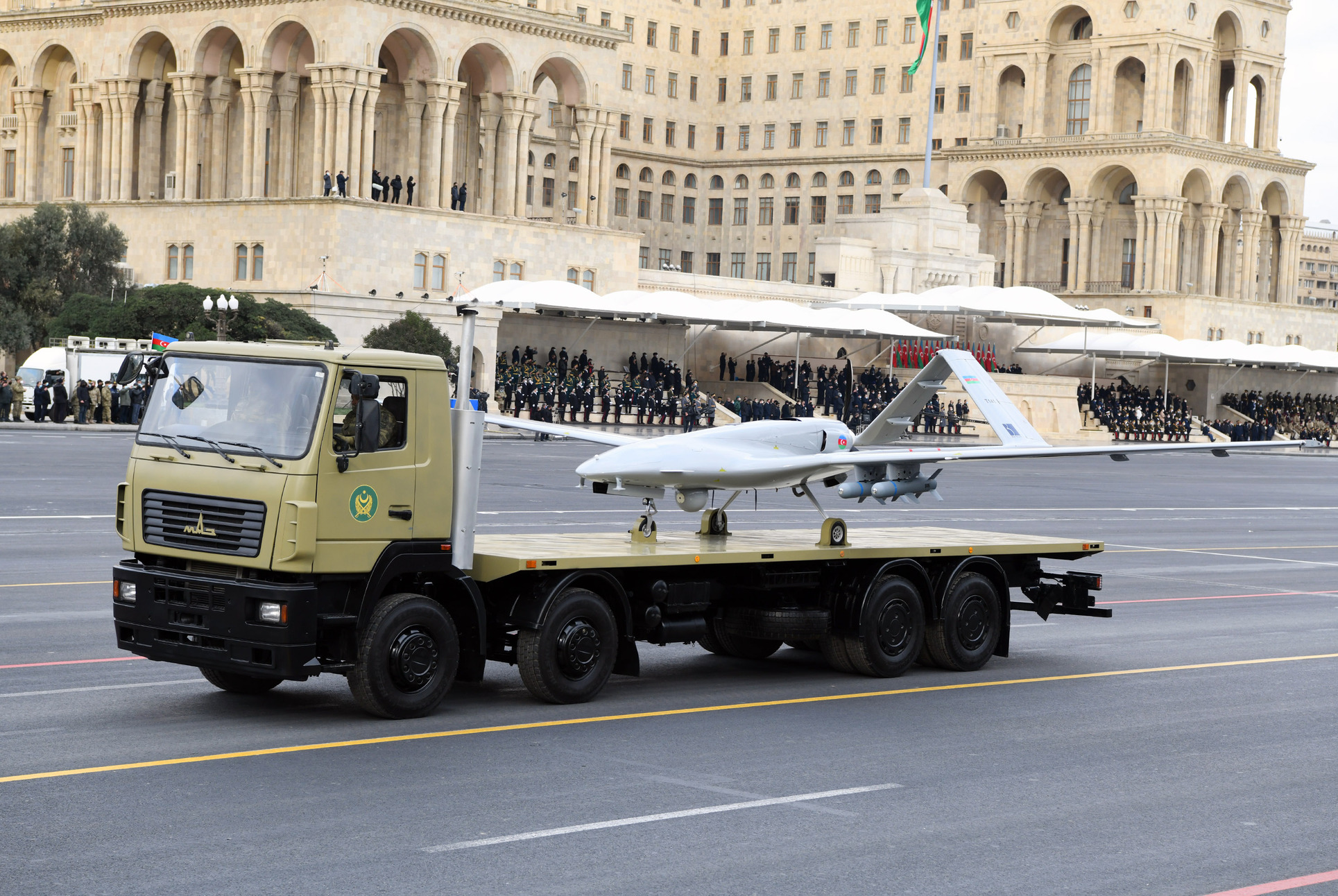
Bayraktar TB2 турецького виробництва на Парад Перемоги в Баку 2020 року (Азербайджан)

Під час війни в Нагірному Карабаху 2020 року азербайджанська армія широко використовувала БПЛА проти вірменської армії. Серед цих БПЛА були ізраїльські IAI Harop і турецькі Bayraktar TB2. Bayraktar TB2 використовує канадську оптику та лазерні системи наведення, утім, у жовтні 2020 року Канада призупинила експорт своєї технології військових дронів до Туреччини через звинувачення в тому, що турецькі війська використовували цю технологію для збору розвідданих і наведення артилерійського та ракетного вогню на військові позиції. Після цього інциденту компанія Aselsan оголосила, що почне серійне виробництво та інтеграцію системи CATS для заміни канадської MX15B.

## Російське вторгнення в Україну (з 2022)
Російське вторгнення в Україну 2022 року називають першою в історії широкомасштабною війною безпілотників.
Під час російського вторгнення в Україну 2022 року обидві сторони використовували безпілотники в боях і для розвідки, а ще вони відігравали важливу роль у наступальних операціях. На початку вторгнення для ударів по російських військах українські сили широко застосовували турецький безпілотник Bayraktar TB2. Натомість російські сили запустили хвилі іранських безпілотників HESA Shahed 136 під час ракетних ударів по Україні в жовтні 2022 року.
13 жовтня 2022 року стався перший зафіксований випадок бойового зіткнення неозброєних безпілотників над Донецькою областю України. На записі видно, як український квадрокоптер DJI Mavic протаранив російський дрон такої ж моделі, внаслідок чого останній впав на землю. Ще один повітряний таран стався 24 листопада 2022 року, цього разу було відзнято, як російський DJI Mavic стрімко падає на землю після зіткнення з українським безпілотником.
В середньому дрон HESA Shahed 136 коштує близько 20 тис. доларів. Для порівняння, одна ракета IRIS-T коштує приблизно 430 тис. доларів. З 13 вересня по 17 жовтня, за даними відкритих джерел, Україні довелося витратити 28,14 млн доларів на захист від цих безпілотників.
13 жовтня 2022 року український МіГ-29 Вадима Ворошилова став першим пілотованим літаком, збитим у бою з безпілотником. За повідомленням, пілот знищив дрон Shahed 136 за допомогою гармати, літак зазнав аварії внаслідок вибуху дрона, а пілота довелося шпиталізувати.